# Secora
Secora è una organizzazione governativa norvegese creata nel 2005 per eseguire i lavori di costruzione delle infrastrutture di trasporto su acqua, rotte marittime e porti.
La società è stata originariamente parte di Kystverket, che è responsabile per l'acqua di trasporto delle infrastrutture.
Secora ha sede a Svolvær e ha 90 dipendenti.